# Conocephalus bidens
Conocephalus bidens är en insektsart som beskrevs av Boris Petrovich Uvarov 1957. Conocephalus bidens ingår i släktet Conocephalus och familjen vårtbitare. Inga underarter finns listade i Catalogue of Life.